# عسغر أباد (مياندوآب)
عسغر أباد هي قرية في مقاطعة مياندوآب، إيران. يقدر عدد سكانها بـ 89 نسمة بحسب إحصاء 2016.